# Eupithecia residuata
Eupithecia residuata là một loài bướm đêm trong họ Geometridae.